# Kölle-Stiftung

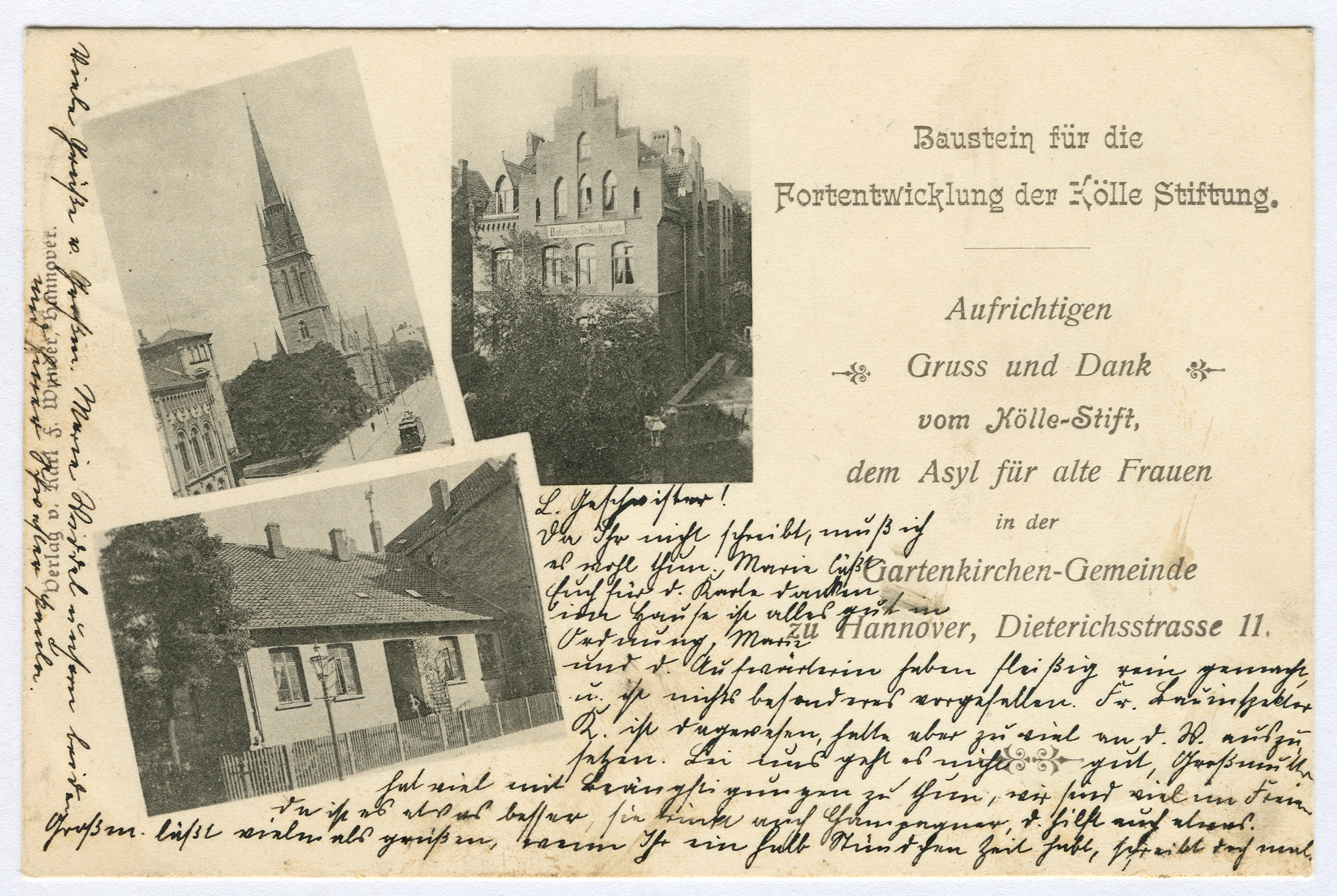
Um 1898: Für Spenden zugunsten des Kölle-Stifts in der Gartenkirchen-Gemeinde ausgegebene Ansichtskarte;
Lichtdruck, Verlag Karl F. Wunder

Die Kölle-Stiftung in Hannover, auch Köllestift genannt, ist eine Ende des 19. Jahrhunderts gegründete Stiftung in der Gartenkirchen-Gemeinde, die Asyl für alte Damen bietet. Sitz der Einrichtung war anfangs die – damalige – Dieterichsstraße 11 Lage, einem ehemaligen Weg der Gartenleute im heutigen Stadtteil Mitte.

## Geschichte
Die Kölle-Stiftung wurde 1890 nach dem Willen des Handelsgärtners Johann Heinrich und Luise Kölle gegründet, um alten Frauen eine Unterkunft anbieten zu können.
Das „Asyl für alten Frauen“ wurde am 6. Oktober 1890 eröffnet. Eine gegen Ende des 19. Jahrhunderts durch den Fotografen Karl Friedrich Wunder hergestellte Mehrbild-Ansichtskarte, die als Dankesgabe gegen eine Spende als „Baustein für die Fortentwicklung der Kölle Stiftung [...]“ herausgegeben wurde, zeigt unter anderem ein Gartenhaus-ähnliches Wohngebäude sowie ein als „Diakonissen-Station Nazareth“ markiertes mehrstöckiges Gebäude.
Im Verwaltungsrat der Stiftung führte ein Mitglied des Magistrats der Stadt Hannover den Vorsitz, in den Jahren 1906 bis 1907 beispielsweise der Senator „[...] Dr. Mertens“.
Im Jahr 1914 wurde ein Architektenwettbewerb für Entwürfe für ein neues Gemeinde- und Stiftshaus der Gartenkirchengemeinde ausgeschrieben.
1925 standen der Stiftung die Pastoren Köhler und Schnake sowie der Senator Otte vor sowie die Kirchenvorstände der Gartenkirche und der Pauluskirche. Rechnungsführer war seinerzeit der bereits im Ruhestand befindliche Stadtoberinspektor Goos. Gegen Ende der Weimarer Republik boten die Räumlichkeiten der Kölle-Stiftung noch 12 Unterbringungsplätze.
Zur Zeit des Nationalsozialismus und während des Zweiten Weltkrieges verzeichnete das Adressbuch der Stadt Hannover im Köllestift neben dem Hausmeister und einer Rentnerin vor allem Witwen und Fräuleins.
In jüngerer Zeit fand sich die Köllestiftung der Ev.-luth. Garten-Kirchengemeinde St. Marien – nunmehr eine von mehreren unselbständigen Stiftungen im Evangelisch-lutherischen Stadtkirchenverband Hannover – unter der Adresse Marienstraße 35, zugleich die Anschrift des durch den Architekten Eberhard Hillebrand ebenfalls 1890 errichteten – denkmalgeschützten – Pfarrhauses am Gartenfriedhof. Lage